# Yuriria (geslacht)
Yuriria is een geslacht van straalvinnige vissen uit de familie van de eigenlijke karpers (Cyprinidae).

## Soorten
- Yuriria alta (Jordan, 1880)
- Yuriria amatlana Domínguez-Domínguez, Pompa-Domínguez & Doadrio, 2007
- Yuriria chapalae (Jordan & Snyder, 1899)